# Keményfok
Keményfok (románul Avram Iancu) falu Romániában, Bihar megyében. Román nevét Avram Iancuról kapta.

## Fekvése
Bihar megye délnyugati csücskében, a magyar-román határ közelében, Ant mellett fekvő település.

## Története
Keményfok nevét 1320-ban Mortunteleke,  Botkemence, majd 1323-ban Kemend néven említette oklevél. Feltünésekor több részből állt: Martontelke, más néven Botkemence nevét valószínűleg a III. Béla korában (1172-1196) élt Becsegergely nemzetségből származó Both ispánról kapta.
1320-ban a birtokot a Zovárd nemzetségbeli Zoard használta a Fekete-Körösön levő 2-kerékre járó malommal együtt a tulajdonosokkal Becsegergely nemzetségbeli Jakab  kanonokkal és Leel-el kötött megállapodás alapján. 
1323-ban mint tanúskodó nemest „Az idevaló András fia János”-t említi egy oklevél.
1327-ben Illye és Barmó határosa volt. Ekkor birtokosa András fia Pous volt.
1552-ben Nagyhkemen  és Kyskemen is említve volt az oklevelekben.
1808-ban Kemend, Keményfok (Chemenfoc) mint puszta volt említve.
1881-ben Bihar vármegyében, Gyepes melletti puszta volt a Thurzó nemzetség birtokában.
1913-ban Keményfok Bihar vármegye Nagyszalontai járásához tartozott, 1920-ban mint határfalut említették.
1932-ben Regina Maria, 1954-ben Crisana, 1956-tól Avram Iancu néven szerepelt.

## Nevezetességei
A településtől nyugatra halad el a szarmaták által 324 és 337 között épített, az Alföldet körbekerülő Csörsz-árok vagy más néven Ördögárok nyomvonala.